# Высшее должностное лицо субъекта Российской Федерации
Высшее должностное лицо субъекта Российской Федерации — должностное лицо, представляющее субъект Российской Федерации и возглавляющее его исполнительную ветвь власти (высший исполнительный орган государственной власти субъекта Российской Федерации).
В настоящее время высшие государственные должности в разных субъектах Российской Федерации именуются по-разному — глава республики, губернатор края (области, города федерального значения, автономной области), мэр города федерального значения.

## История
В Царской России функции глав территорий (губерний) исполняли царские наместники и губернаторы. В 1991 году введены должности глав администраций краев, областей, автономных округов, мэров Москвы и Ленинграда (Санкт-Петербурга), в некоторых республиках — должности Президента. В 1992—1996 годах их степень легитимности различалась: одни назначались Президентом России, другие избирались населением. В 1995 году был принят закон, согласно которому все главы субъектов Российской Федерации должны были избираться населением, а в 1996 году Конституционный суд указал, что глава субъекта Российской Федерации не может назначаться законодательным органом. В течение десяти лет (1995—2004) во всех регионах России не менее двух раз проводились выборы высших должностных лиц субъектов Российской Федерации. В 1999 году было введено требование, согласно которому одно и то же лицо не может избираться более двух раз подряд, однако оно в полной мере так и не было реализовано.
В 2004 году по инициативе Президента России В. В. Путина избрание высших должностных лиц было изменено на назначение законодательными органами по представлению Президента России. Действующие главы субъектов Российской Федерации получили возможность обратиться к президенту с просьбой о переназначении. Конституционный суд в 2005 году подтвердил конституционность назначения глав субъектов Российской Федерации, фактически пересмотрев свою правовую позицию 10-летней давности. В течение 2005—2006 большинство глав субъектов РФ были переназначены, в некоторых субъектах РФ назначены новые руководители. До сих пор не было ни одного случая отклонения законодательным собранием кандидатуры, внесённой Президентом России.
В 2009 году был принят ряд поправок к порядку наделения полномочиями глав субъектов РФ. В конце 2010 года Государственная дума приняла в первом чтении поправки, исключающие для глав субъектов РФ возможность именоваться президентами, вызвавшая общественный резонанс.
Согласно ст. 20 ч. 2 Федерального закона от 21.12.2021 N 414-ФЗ (ред. от 14.04.2023) «Об общих принципах организации публичной власти в субъектах Российской Федерации» гражданин Российской Федерации наделяется полномочиями высшего должностного лица субъекта Российской Федерации на срок пять лет.
28 ноября 2024 года президент РФ Владимир Путин подписал указ с новым перечнем ключевых показателей эффективности губернаторов. Среди них: доверие людей к власти; численность населения; уровень рождаемости и ожидаемая продолжительность жизни при рождении; число семей, которые улучшили свои жилищные условия; уровень бедности; уровень образования; объем ввода жилой и нежилой недвижимости; качество среды жизни; удовлетворенность ветеранами спецоперации условий медицинской реабилитации и др. Ранее глава государства устанавливал KPI для губернаторов в 2021, 2019 и 2017 годах.

## Порядок наделения полномочиями
Высшее должностное лицо субъекта Российской Федерации избирается гражданами на основе всеобщего равного и прямого избирательного права при тайном голосовании, либо же депутатами законодательного (представительного) органа субъекта РФ по предложению Президента РФ. Порядок выборов (или же избрания депутатами) устанавливается конституцией (уставом) и законами субъекта РФ в соответствии с федеральным законодательством.
На должность могут баллотироваться граждане России старше 30 лет, обладающие в соответствии с Конституцией Российской Федерации, федеральным законом пассивным избирательным правом, не имеющие гражданства иностранного государства либо вида на жительство или иного документа, подтверждающего право на постоянное проживание гражданина Российской Федерации на территории иностранного государства. В случае прямых выборов кандидата должны поддержать от 5 до 10 процентов депутатов муниципальных образований (точное число варьируется в зависимости от закона субъекта Федерации), поставив нотариально заверенную подпись. Каждый парламентарий может поддержать только одного кандидата.
В случае избрания депутатами кандидаты выдвигаются Президентом РФ по предложениям:
- партий, списки кандидатов которых были допущены к распределению депутатских мандатов в действующем на день внесения Президенту Российской Федерации указанных предложений законодательном (представительном) органе государственной власти субъекта Российской Федерации
- партий, федеральные списки кандидатов которых были на основании официально опубликованных результатов ближайших предыдущих выборов депутатов Государственной Думы Федерального Собрания Российской Федерации допущены к распределению депутатских мандатов.

Каждая вышеуказанная партия вправе предложить не более трёх кандидатур, имеющих право быть избранным на должность высшего должностного лица субъекта РФ, при этом выдвижение кандидата политической партией не связано его партийной принадлежностью.

## Порядок отстранения от должности
Высшее должностного лицо субъекта прекращает полномочия по разным основаниям. Статья 28 Федерального закона от 21.12.2021 N 414-ФЗ «Об общих принципах организации публичной власти в субъектах Российской Федерации» предусматривает следующие основания:
- Смерть
- Отставка
- Отрешение высшего должностного лица субъекта от должности Президентом Российской Федерации в связи с утратой доверия Президента Российской Федерации, а также в иных случаях, предусмотренных в законе
- Отрешение высшего должностного лица субъекта от должности Президентом Российской Федерации в связи с выражением ему недоверия законодательным органом субъекта Российской Федерации
- Признание высшего должностного лица субъекта судом недееспособным или ограниченно дееспособным
- Признание высшего должностного лица субъекта судом безвестно отсутствующим или объявления его умершим
- Вступление в отношении высшего должностного лица субъекта в законную силу обвинительного приговора суда
- Выезд за пределы Российской Федерации на постоянное место жительства
- Прекращение гражданства Российской Федерации или наличие гражданства (подданства) иностранного государства либо вида на жительство или иного документа, подтверждающего право на постоянное проживание гражданина Российской Федерации на территории иностранного государства

### Институт отзыва
Отзыв высшего должностного лица субъекта РФ был возможен при сборе не менее 25 % подписей жителей субъекта Федерации. Для осуществления отзыва необходимо набрать на референдуме не менее 50 % голосов избирателей, зарегистрировавшихся в регионе.
Новым Федеральным законом от 21.12.2021 N 414-ФЗ «Об общих принципах организации публичной власти в субъектах Российской Федерации» институт отзыва не предусмотрен. В субъектах Российской Федерации начали признавать утратившими силу специализированные законы, регулирующие институт отзыв высшего должностного лица субъекта, в связи с исключением из федерального законодательства рассматриваемого института.